# General Alatriste
General Alatriste är en ort i Mexiko.   Den ligger i kommunen Yanga och delstaten Veracruz, i den sydöstra delen av landet, 250 km öster om huvudstaden Mexico City. General Alatriste ligger 512 meter över havet och antalet invånare är 1 104.
Terrängen runt General Alatriste är varierad. Runt General Alatriste är det ganska tätbefolkat, med 129 invånare per kvadratkilometer. Närmaste större samhälle är Córdoba, 14,7 km väster om General Alatriste. Trakten runt General Alatriste består till största delen av jordbruksmark.